# 活湃站
活湃站是一座多倫多地鐵布魯亞－丹佛線車站，坐落加拿大安大略省多倫多活湃路（Woodbine Avenue）和丹佛路（Danforth Avenue）的交界處以北，於1966年2月26日聯同該地鐵線的首期路段一起開幕後成為其東端終點站，直至該線於1968年往東延長至華登站為止。
下列由多倫多公車局營運的巴士線駛經活湃站：
- 91號活湃巴士線（Woodbine）
- 92號南活湃巴士線（Woodbine South）

## 外部連結
- 维基共享资源上的相關多媒體資源：活湃站
- （英文）TTC Woodbine Station （页面存档备份，存于）－多倫多公車局網站 活湃站頁面